# Miguel Linares
Miguel Linares Colera (Fuentes de Ebro, Zaragoza, Aragón, España, 30 de septiembre de 1982) es un exfutbolista español. Jugaba como delantero y su último equipo fue la Sociedad Deportiva Ejea.

## Trayectoria
Recaló en el Real Oviedo tras varias temporadas en Segunda División, las últimas en el Elche Club de Fútbol y el Real Club Recreativo de Huelva. Fue uno de los fichajes importantes del Grupo Carso para que el Real Oviedo consiguiera el ansiado ascenso a segunda división. Se convirtió en el auténtico ídolo del Tartiere, firmando 19 goles en sus primeros 14 partidos con la camiseta oviedista.
En enero de 2019 firmó por el Real Zaragoza tras desvincularse del Club de Futbol Reus Deportiu.
En agosto de 2020 firmó un contrato de dos años con la S. D. Ejea. Este fue su último equipo antes de anunciar su retirada en enero de 2022.

## Clubes
| Club                       | País   | Año       |
| -------------------------- | ------ | --------- |
| Utebo F. C.                | España | 2002-2004 |
| Real Zaragoza "B"          | España | 2004-2005 |
| S. D. Huesca               | España | 2005      |
| U. D. Barbastro            | España | 2006-2008 |
| C. D. Alcoyano             | España | 2008-2009 |
| U. D. Salamanca            | España | 2009-2010 |
| Elche C. F.                | España | 2010-2013 |
| R. C. Recreativo de Huelva | España | 2013-2014 |
| Real Oviedo                | España | 2014-2018 |
| C. F. Reus Deportiu        | España | 2018-2019 |
| Real Zaragoza              | España | 2019-2020 |
| S. D. Ejea                 | España | 2020-2022 |